# Quiévrechain
Quiévrechain település Franciaországban, Nord megyében. Lakosainak száma 6078 fő (2022. január 1.). Quiévrechain Crespin, Quarouble, Rombies-et-Marchipont, Honnelles és Quiévrain községekkel határos.

## Népesség
A település népességének változása:
| Lakosok száma | 6317 | 6349 | 6386 | 6366 | 6355 | 6362 | 6354 | 6208 | 6078 |
|               | 2013 | 2015 | 2016 | 2017 | 2018 | 2019 | 2020 | 2021 | 2022 |